# Penelope Wilton
Dame Penelope Alice Wilton (Scarborough, Engeland, 3 juni 1946) is een Britse actrice. Wilton speelt al sinds de jaren zeventig in films en tv-series, maar is in Nederland pas echt bekend geworden door haar rol als Isobel Crawley in Downton Abbey.

## Filmografie

### Films
- Joseph Andrews (1977) – Mrs. Wilson
- The French Lieutenant's Woman (1981) – Sonia
- Clockwise (1986) – Pat Garden
- Cry Freedom (1987) – Wendy Woods
- Blame It on the Bellboy (1992) – Patricia Fulford
- The Secret Rapture (1993) – Marion French
- Carrington (1995) – Lady Ottoline Morrell
- This Could Be the Last Time (1998) – Marjorie
- Gooseberries Don't Dance (1999)
- Tom's Midnight Garden (1999) – Aunt Melbourne
- Iris (2001) – Janet Stone
- Calendar Girls (2003) – Ruth Reynoldson
- Shaun of the Dead (2004) – Barbara
- Pride and Prejudice (2005) – Mrs. Gardiner
- Match Point (2005) – Eleanor Hewett
- The Best Exotic Marigold Hotel (2012) – Jean Ainslie
- The Second Best Exotic Marigold Hotel (2015) – Jean Ainslie
- The BFG (2016) – Britse koningin
- The Guernsey Literary and Potato Peel Pie Society (2018) - Amelia Maugery
- Downton Abbey (2019) -  Isobel Grey, Baroness Merton
- Operation Mincemeat (2021) — Hester Leggett
- Downton Abbey: A New Era (2022) - Lady Isobel Grey
- The Unlikely Pilgrimage of Harold Fry (2023) - Maureen

### Televisie
- An Affair of Honour (1972)
- Mrs. Warren's Profession (1972) – Vivie
- The Song of Songs (1973) – Lilli Czepanek
- King Lear (1975) – Regan
- Widowing of Mrs. Holroyd (1976)
- The Norman Conquests: Table Manners (1978) – Annie
- The Norman Conquests: Living Together (1978) – Annie
- The Norman Conquests: Round and Round the Garden (1978) – Annie
- Othello (1981) – Desdemona
- Country (1981) – Virginia Carlion
- The Tale of Beatrix Potter (1982) – Beatrix Potter
- King Lear (1982) – Regan
- Laughterhouse (1984) – Alice Singleton
- Ever Decreasing Circles (1984) – Anne Bryce
- The Monocled Mutineer (1986) – Lady Angela
- Screaming (1992) – Beatrice
- The Borrowers (1992) – Homily
- The Return of the Borrowers (1993) – Homily
- The Deep Blue Sea (1994) – Hester Collyer
- Talking Heads 2 (1998) – Rosemary
- Alice Through the Looking Glass (1998) – White Queen
- Wives and Daughters (1999) – Mrs. Hamley
- Rockaby (2000)
- Victoria & Albert (2001) – Princess Mary Louise Victoria
- The Whistle-Blower (2001) – Heather Graham
- Bob and Rose (2001) – Monica Gossage
- Lucky Jim (2003) – Celia Welch
- Falling (2005) – Daisy Langrish
- Doctor Who (2005) – Harriet Jones
- Downton Abbey (2010-2015) – Mrs. Isobel Crawley
- After Life (2019-2022) – Anne